# Thaiboy Digital
Thanapat Bunleang (nascido Khazitin G. Bonleunge, anteriormente Thanapat Thaothawong), mais conhecido por seu nome artístico Thaiboy Digital, é um rapper, cantor, produtor e designer de moda tailandês. Nascido em Khon Kaen, Tailândia, Thaiboy Digital mudou-se para Estocolmo, Suécia aos oito anos de idade,  e agora mora em Bangkok. Além de sua carreira solo, Thaiboy também faz parte do grupo musical sueco Drain Gang.

## Discografia

### Álbuns de Estúdio
- Legendary Member (2019)[3][4][5]
- Back 2 Life (2022)

### Mixtapes
- Tiger (2014)
- Lord Of Jewels (Return of the Goon)  (2015)
- Yin & Yang (2020)